# Fonsi Loaiza
Alfonso Loaiza Pérez (San Fernando, 1990), conocido como Fonsi Loaiza, es un periodista español que se inició en el periodismo deportivo en El País. Como escritor de no ficción ha puesto el foco en cómo el fútbol se relaciona con el poder político y el capitalismo señalando los escándalos de los poderes del estado y de la extrema derecha española, a la vez que subrayando el aspecto más social y político del deporte.
En 2021, Loaiza fue condenado por la Audiencia Provincial de Madrid a pagar una multa de 2100 euros por escribir tres tuits en los que señalaba a la policía local de Madrid de «racismo institucional»  tras la muerte en 2018 del vendedor ambulante Mame Mbaye mientras era perseguido por esta. Fue condenado por cometer un delito de injurias graves contra la Policía Local.
En 2022, Loaiza publicó Qatar. Sangre, dinero y fútbol, donde refleja la corrupción y las violaciones de derechos humanos relacionadas con la organización del Mundial de Fútbol de 2022 en Catar. 
En 2024 publicó Sospechosos habituales, un trabajo minucioso donde analiza y denuncia las estructuras de poder de la oligarquía española que perpetúan la desigualdad social dando continuidad a su proyecto de acumulación nacido en 1939 durante el franquismo, desde la Conferencia Episcopal al palco del estadio Santiago Bernabéu, pasando por los medios de comunicación, los cuerpos armados, la Casa de Su Majestad el Rey, el Consejo General del Poder Judicial y la CEOE. El libro se publicó simultáneamente en castellano y catalán, por lo que el autor recibió amenazas e insultos.

## Obra publicada
- Siempre saltando vallas. Deporte femenino y medios de comunicación. Madrid: Piedra Papel Libros. 2019. p. 73. ISBN 978-84-949597-6-9.
- Florentino Pérez. El poder del palco. Tres Cantos: Akal. 2022. p. 192. ISBN 978-84-460-5120-6.[6][7]
- Qatar. Sangre, dinero y fútbol. Tres Cantos: Akal. 2022. p. 144. ISBN 978-84-460-5273-9.[8][9]
- Machismo, mafia y corrupción en el fútbol español. Madrid: Akal. 2023. ISBN 978-84-460-5468-9.[10]
- Sospitosos habituals. Manresa: Tigre de Paper. 2024. ISBN 978-84-18705-74-8.
- Oligarcas. Tres Cantos: Akal. 2024. ISBN 978-84-460-5616-4.